# Litopyllus temporarius
Litopyllus temporarius är en spindelart som beskrevs av Chamberlin 1922. Litopyllus temporarius ingår i släktet Litopyllus och familjen plattbuksspindlar. Inga underarter finns listade i Catalogue of Life.